# オールテレーンクレーン

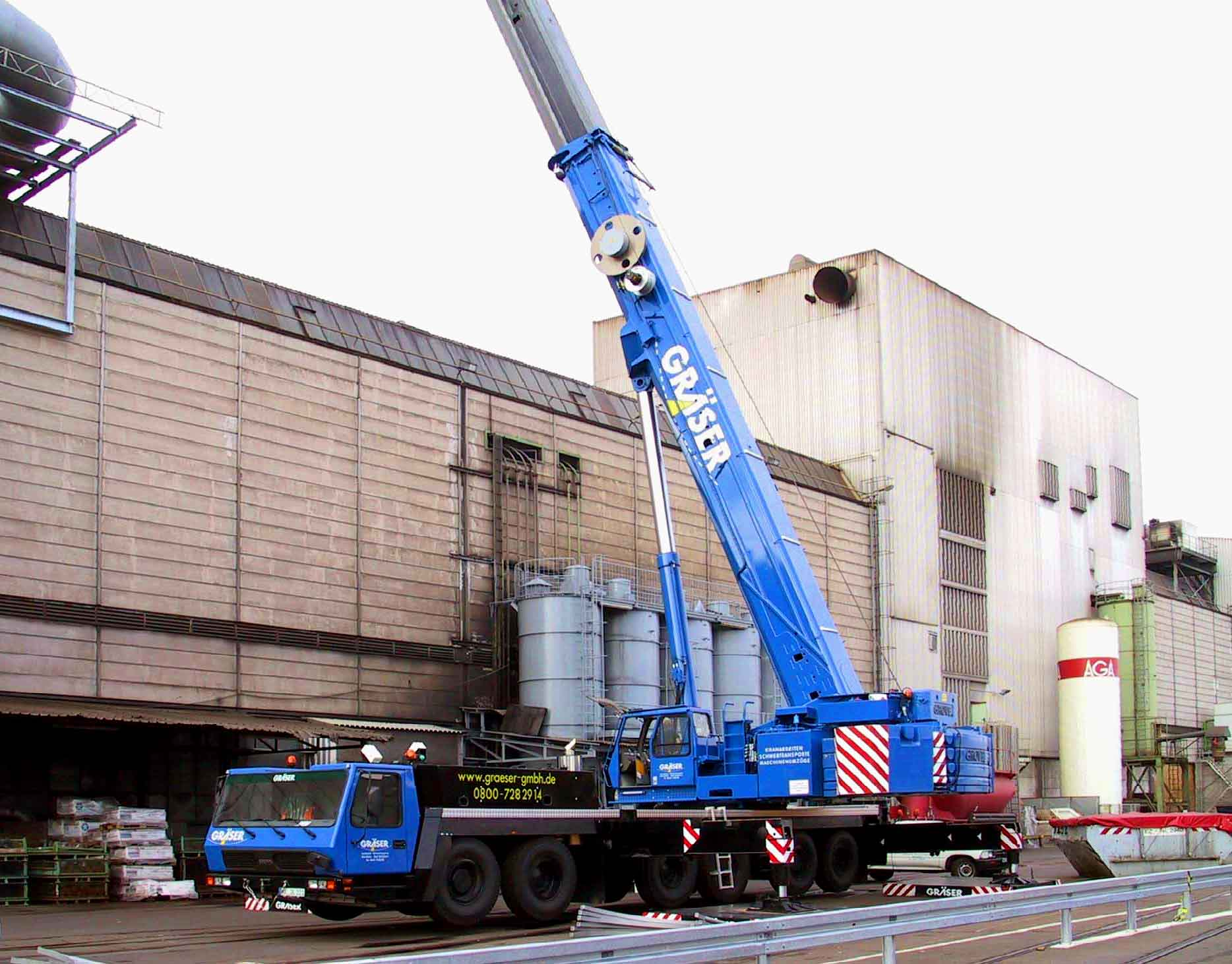
作業中のオールテレーンクレーン

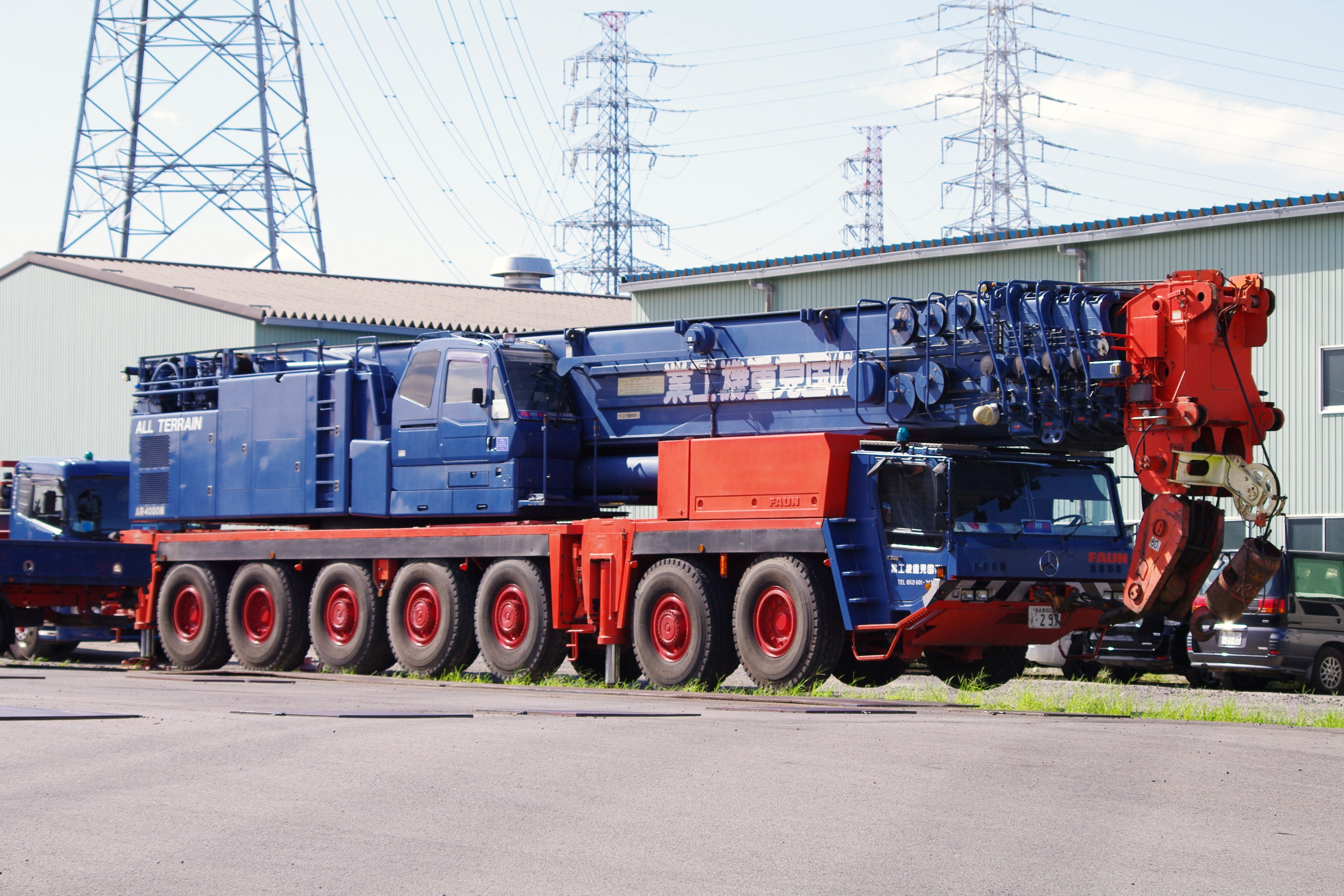
タダノ製オールテレーンクレーン AR-4000M-1

オールテレーンクレーン（英語：All Terrain Crane）は、建設用クレーンタイヤ自走式の一種。 独立した運転席を持ち、不整地走行に対応した3軸以上の走行用台車に、クレーン旋回体を架装している。トラッククレーンとラフテレーンクレーンの利点を併せ持つ。英字のカナ読み下しの違いからオルテレーンクレーン、オルテレンクレーン、オールテラインクレーン、加藤製作所の商品名からオルタークレーンとも呼ばれる。日本国内では65トン吊りから1200トン吊りのオールテレーンクレーンが使用されている。

## 歴史
1975年頃GOTTWALD社が、ラフテレーン機能を持つトラッククレーンとして、オールテレーンクレーンを開発した。1987年にユーザーがドイツから75ｔ吊り、100ｔ吊りの2モデルを輸入したのが、日本にオールテレーンクレーンが入ってきた始まりである。1990年、日本メーカーで初の110ｔ吊りオールテレーンクレーンが住友建機（現在の日立住友重機械建機クレーン）によって開発された。

## 特長
オールテレーンクレーンは、不整地走行から高速道路走行まで、走行に関して高い能力を有し、大型機種でありながら狭い現場に進入することもできる。また、ラフテレーンクレーンよりも大型化できるために、吊上げ能力を高めることができる。ラフテレーンクレーンが走行とクレーン操作を1つの運転席で行うのに対し、このクレーンは走行台車とクレーンにそれぞれ運転席がある。またトラッククレーン、ラフテレーンクレーンのほとんどが2軸（4輪）車であるのに対し、最大9軸（18輪）車まであり大型が中心。

## シャシ
トラッククレーンが、後輪駆動、前輪操舵のシャシを使用しているのに対し、オールテレーンクレーンのシャシは、多軸駆動、多軸操舵となっている。
4軸程度までのシャシの場合は、全軸駆動、全軸操舵が一般的であるが、それ以上の軸数のシャシの場合は、一部の軸は非駆動軸となり、また中間に位置する軸は操舵機能を持たない固定軸とすることが多い。
いずれにせよ、駆動軸が多く、（総重量の割には）接地圧が低いため、トラックシャシよりも不整地走行能力が高くなっている。
サスペンションは油気圧式で、不整地走行の際に、大きなサスペンション移動量を確保している。
サスペンションを構成する油圧シリンダを意図的に制御して、傾斜地で車体を水平に保つこともできる。
また作業時に揺れないように、サスペンションをロックすることもできる。
操舵は油圧式で、操舵軸は運転席のステアリング操作により動作する。
軸数の少ないシャシの場合、通常走行は前側の軸のみを操作し、後軸は固定というパターンで行う。
例えば3軸シャシでは前2軸操舵、4軸シャシでは前2軸ないし3軸操舵となる。
全長が長く、軸数が多いシャシでは、前側が正相操舵、中央付近の軸は固定、後側の軸を逆相操舵し、旋回時の取り回しを向上させている。
例えば7軸シャシでは、前後の3軸が操舵軸で中央の1軸が固定といった構成になる。
通常走行用の操舵モードとは別に、作業場所への進入や位置調整のために、異なる操舵モードもサポートされている。
軸数の少ないシャシは通常走行時に後軸を操舵しないが、モードを変えることで、同相操舵、逆相操舵も可能である。
逆相にすると回転半径が小さくなり、同相にすると、車体の向きを変えずに斜めに走行（いわゆるカニ走行）できる。
軸数の多いシャシも、同相モードにし、カニ走行を行うことができる。
この場合、中間の非操舵軸のタイヤが抵抗になってしまうため、この操舵モードではサスペンションを操作し、中間の非操舵軸を持ち上げ、タイヤが地面に接触しないようにする。

## 国別状況

### ヨーロッパ
ヨーロッパでは市場の7割を占めている。ヨーロッパにおけるオールテレーンクレーン市場は、日本の市場規模よりもおよそ10倍大きい。そのなかで、2006年に市場投入されたATF220G-5（タダノ、日本国内向けは2008年3月に発売開始）は、ドイツのクレーン誌による、カテゴリー4：移動式クレーン111〜220tにおいて、Crane of the year 2008を獲得した。

### 日本
日本では道路交通法適合のため8軸（16輪）車が最大である。一部9軸車体があるが、下部2軸を切り離し、7軸で輸送している。日本においては多くの車両が上部旋回体（クレーンとクレーン運転席）を走行台車に載せたままでは道路交通法に定められた制限重量を超えてしまう。そのため、上部旋回体およびブーム、カウンターウエイトを制限重量を超えない範囲で分解し、作業現場までトレーラー搬送している。なお、ATF220G-5では、旋回台を取り付けたまま車両登録が可能である。
同様に、公道走行に際してほとんどの車両が特殊車両の扱いとなり、特殊車両通行許可が必要となる。公道走行する場合、道路交通法に基づく特殊車両通行許可を取り、誘導車配備や、D条件の許可の場合は、一時的に他車の通行を禁止する措置を取るなどの対応が必要である。最大吊り上げ荷重が5t以上のため、クレーンの運転には移動式クレーン運転士の免許が必要。また、公道を走行する際には大型免許が必要になる。ナンバープレート分類は8ナンバー（特種用途自動車）。
日本市場では、日本メーカーの製品とともに日本国外メーカーのモデルが数多く導入されている。
幅寄せ時の建造物等への接触事故や都市部の交差点を通過する際の左折巻き込み事故を防止するため、加藤製作所製を除く全機種が左ハンドル仕様のみとなっている。

## 軽量化の進展
タダノの製品で比較すると、カウンタウエイトを除くATF400G-6（2013年製400t吊り）の重量は、同じくカウンタウエイトを除くAR-4000M（1999年製400t吊り）の重量の58%に軽量化された。その結果、従来3分割して道路走行および搬送していたものが、2分割ですむようになり、組立分解時間が短縮し、作業効率が向上した。

## 安全機能
高張力鋼の採用、ブーム伸縮装置の軽量コンパクト化により、近年ブーム長尺化が顕著になってきた。ブーム長尺化と吊り上げ性能の向上は、たわみ量の増大要因である。特に、片持ち梁の荷重点のたわみ量は、距離の3乗に比例するため、ブーム長尺化のためには、たわみ量を考慮した操作性と安全機能が求められる。
吊り荷を地面から引き上げるときや、吊り荷を地面に降ろしたとき、ブーム先端のたわみ量は大きく変化する。従来は、オペレータの予測操作により荷振れが最小限となるようにしていたが、吊り荷を目視できない場合は非常に困難であった。また、たわみ量が大きくなるとオペレータの予測操作だけでは困難な場合がでてきた。これらのことを解決するために以下の安全機能が開発された。
- 長尺ブーム時、ウインチの引き上げ操作で吊り荷を地面から引き上げるときは、ブーム先端のたわみ量の増加により、吊り荷がブーム根本から遠ざかる方向に移動する。この動きを制御するには、ウインチの引き上げ操作と同時に起伏角を大きくする必要がある。この操作を自動制御した安全機能を「リフトアジャスタ」（タダノ）と呼ぶ。
- 長尺ブーム時、ウインチの引き下げ操作で吊り荷を地面に降ろしたときは、ブーム先端のたわみ量の減少により、吊り荷がブーム根本に近づく方向に移動する。この動きを制御するには、ウインチの引き下げ操作と同時に起伏角を小さくする必要がある。この操作を自動制御した安全機能を「リリースアジャスタ」（タダノ）と呼ぶ。

## メーカー
- 加藤製作所 - 自社設計、製造している。現在は400t吊まで。商品名オルタークレーン (Allterr)
- クルップ（ドイツ） - 80t吊〜200t吊まで。日本ではコマツ社が一時期輸入販売した。現在はブランド消滅。
- グローブ  - 移動式油圧クレーン専業として1947年に創業。米国ペンシルベニア州、ドイツヴィルヘルムスハーフェン - 日本では米国グローブ社、三井造船、三井物産、昭和飛行機工業が合弁会社日本グローブで1969年から輸入販売。1982年から昭和飛行機工業単独（ここまではトラッククレーン、ラフテレンクレーンで、オールテレンクレーンではない）。日本には300t吊まで輸入されている。その後一時途絶えるが、コベルコクレーンがOEM調達し日本で販売した。
- コベルコ建機 - 265t吊りのKMG6300（米国マニトワックグループ傘下のグローブ社からOEM供給機第一弾）[8]を2005年に販売。これに、120t吊りのKMG5130、175t吊りのKMG5220（2007年9月に販売開始）[9]を加えた3種類のラインナップがある[10]
- タダノ  - 日本国内向けとして、100t吊りから1000t吊りまで取り揃えている。1992年のARシリーズ、2001年のGAシリーズに続き、2006年からオールテレーンクレーン第3世代となるATFシリーズを日本市場に投入した。ATFシリーズは、全世界への供給を目的とした世界戦略機種として、呼称の最大吊り上げトン数の後ろに「G」を表記している（ATF220G-5等）。ATFシリーズは、タダノとその100%子会社であるファウン社が共同開発した機種[4]。
- 住友重機械建機クレーン - 住友のクレーンをベースに使用。360t吊まで。
- テレックス  - 日本ではKATO HICOMが輸入販売。日本には700t吊まで輸入されている。
- リープヘル （ドイツ） - 世界各地に販売会社を置き日本ではリープヘルジャパンが輸入販売。日本には1200t吊まで輸入されている。